# Meriola davidi
Meriola davidi is een spinnensoort uit de familie van de Trachelidae.
De wetenschappelijke naam van de soort werd in 2004 gepubliceerd door Cristian J. Grismado.